# 拉文納戰役 (1512年)
拉文納戰役發生於1512年4月11日，是法國-費拉拉聯軍和西班牙-教皇聯軍一次血腥的戰役，最終法軍在敕令騎士強大的衝擊能力下取勝。但法軍名將訥穆爾公爵加斯東·德·富瓦也在戰鬥的最後追擊階段中意外陣亡。

## 前奏
由西班牙軍隊和教皇軍隊组成的神聖同盟軍試圖迫使法軍解除對拉文納的圍攻，而法王的侄子，訥穆爾公爵加斯東·德·富瓦（綽號義大利的霹靂）最終親率兩萬一千法軍與西班牙統帥拉蒙·德·卡爾多納率領的一萬六千名神聖同盟聯軍展開了會戰。

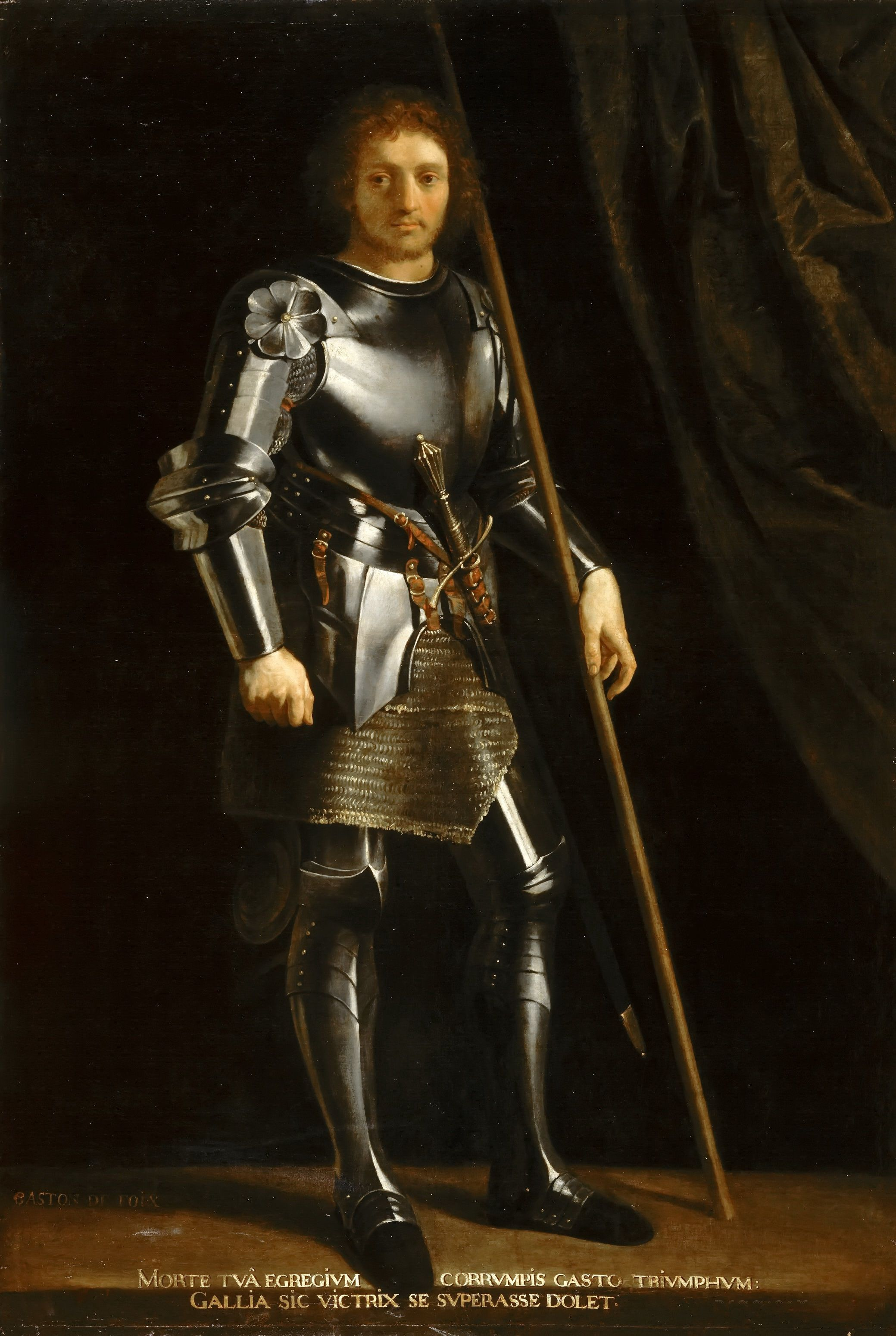
加斯東·德·福瓦

## 戰鬥
戰鬥開始後，雙方首先展開炮戰。聯軍炮兵轟擊的目標是法軍的步兵，而法軍炮兵轟擊的目標是聯軍的騎兵。據拉蒙·德·卡爾多納的回憶，炮火最猛烈的時候，一發炮彈就打翻了33名重裝騎兵。
接著雙方開始了騎兵戰，最終是裝備，素質，戰術更具優秀的法蘭西敕令騎士獲得了勝利。聯軍騎兵的損失非常的驚人，28名騎兵隊長中，11人陣亡，7人被俘，其餘10人全部受傷。而據法軍騎兵指揮官巴亞爾的說法，雙方陣地戰至少有300名敵軍重裝騎士被殺。
受到騎兵勝利的鼓舞，富瓦又來到步兵陣，要求步兵也開始對西軍陣地發起猛攻。他讓加斯科尼弩手射擊掩護日耳曼和皮卡迪長槍兵進攻，但這回他失算了。在炮火和火繩槍的齊射下，加斯科尼人的陣型瞬間被打散了，試圖支援他們的皮卡迪槍兵也損失慘重。富瓦這時卻仍然要求日耳曼步兵在沒有掩護的情況下繼續強攻，結果除了付出更加慘重的傷亡（1200多人）之外什麼也沒有得到。參與進攻的12名日耳曼僱傭兵隊長中也有9人陣亡或者負傷。看著敵人敗退，西班牙步兵發出了一陣震天的歡呼聲。
但法蘭西敕令騎士在完成了追擊潰逃的聯軍騎兵後，從聯軍騎兵原來所在的陣地左翼殺進了聯軍主陣，並猛擊其側後方。富瓦見狀立刻重新組織步兵正面總攻。多面受敵的聯軍沒能抵擋得住這次攻勢，全軍崩潰。除了卡爾多納率領少量部隊突出重圍外，剩下的人大多被俘虜。

## 結果
這場仗是義大利戰爭中傷亡慘重的一場，最終為法國人取得了大勝，但法國的天才將領訥穆爾公爵加斯東·德·富瓦的死也使得法軍的大勝略帶點悲劇色彩。